# 斯帕城 (科羅拉多州)
斯帕城（英語：Spar City）是位於美國科羅拉多州米納勒爾縣的一個非建制地區。該地的面積和人口皆未知。

## 地理
斯帕城的座標為37°42′26″N 106°58′06″W / 37.70722°N 106.96833°W，而該地的平均海拔高度為2885米（即9465英尺）。